# Bombus angustus
Bombus angustus är en biart som  ingår i släktet humlor och familjen långtungebin.

## Beskrivning
En mellanstor till stor humla utan någon könsdimorfism. Huvud och mellankropp är mörkbruna till svarta, liksom bakkroppen utom de tre sista tergiterna som är rödaktiga. Benen är bruna, och pollenkorgarna på honans bakskenben är svarthåriga.

## Ekologi
Undersläktets humlor lever normalt på ängar och i skogsbryn i bergsområden. Honorna har kraftiga, sextandade käkar som används för att bita hål på blommor med djupa kalkar, som humlan inte når ner i med sin tunga. Boet förläggs i regel under jorden. Få observationer av just denna art har gjorts, men de tyder på att arten förekommer på medelhöga höjder.

## Utbredning
Humlan är endemisk för Taiwan, där den förekommer på västra delen av ön.